# Olga Berggolts

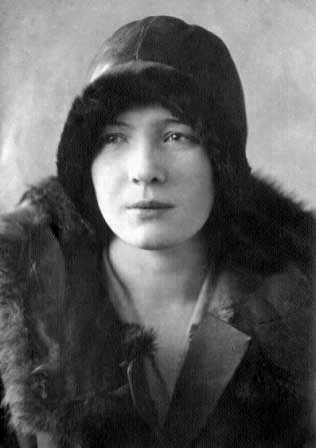
Olga Berggolts, 1930

Olga Fjodorovna Berggolts (Russisch: Ольга Фёдоровна Берггольц) (Sint-Petersburg, 16 mei 1910 – aldaar, 13 november 1975) was een Russisch schrijfster en dichteres.

## Leven en werk
Olga Berggolts was de dochter van een arts, studeerde letteren in Sint-Petersburg en werkte daarna als journaliste, eerst in Kazachstan en uiteindelijk weer in haar geboortestad.
Eind jaren twintig schreef Berggolts enkele kinderboeken, maar vanaf 1932 begon ze ook schetsen en vertellingen te publiceren over de socialistische opbouw. Dit kon niet verhinderen dat ze in 1937 tijdens de Grote Zuivering werd gearresteerd, alsook haar eerste man, de dichter Boris Kornilov. In 1939 werd ze weer vrijgelaten en gerehabiliteerd, maar Kornilov keerde nooit meer terug. Na haar vrijlating werd ze lid van de Communistische Partij.
Berggolts werd vooral bekend door haar gedichten over het beleg van Leningrad, die zij, in tegenstelling tot haar tweede man, uiteindelijk overleefde. Haar gedichten zijn strak en klassiek gecomponeerd, maar komen recht uit het hart en zitten vol pathos. Conventionele woordkeuzes gaan samen met een sterk gevoel voor tragiek en psychologisch inzicht. Berggolts schreef veel losse gedichten, maar werd vooral bekend door haar langere poëmen Fewralski dnewnik (Februaridagboek) en Leningradskaja poema (Leningrads epos), beiden uit 1942. Later schreef ze ook nog een hooggeprezen versepos over de stichting van een nieuwe stad in Siberië (Perworossijsk, 1950, Stalinprijs 1951) en een drama in verzen over het beleg van Sebastopol (Vernost, 1954). In 1959 verscheen haar lyrisch dagboek Dnewnyje swjosdy (dagsterren) en tijdens haar laatste levensjaren werkte ze nog aan haar memoires, welke pas in 1980 postuum in Israël verschenen.
Berggolts’ werk heeft veel geleden onder de pogingen om het in overeenstemming te brengen met de eisen van de censuur. Het zijn met name haar oorspronkelijke versies almede een aantal tijdens haar leven nooit gepubliceerde gedichten die thans worden gerekend tot de beste poëzie die de Sovjettijd heeft voortgebracht.
Berggolts ontving de Leninorde en de Orde van de Rode Vlag van de Arbeid. Ze ligt begraven op het Volovo-kerkhof te Sint-Petersburg. Op Venus werd een krater naar haar genoemd.
In 1966 maakte Igor Talankin een succesvolle Russische film Dnewnyje swjosdy (dagsterren) op basis van Berggolts’ herinneringen.